# Peacehaven
Peacehaven è un paese di 13 268 abitanti della contea dell'East Sussex, in Inghilterra. È attraversato dal meridiano di Greenwich.